# 馬高斯·歐拿里奧·達·奧利華拉·利馬
馬高斯·歐拿里奧·達·奧利華拉·利馬（Marcos Aurélio de Oliveira Lima，1984年2月10日—）一般称作歐拿里奧，生于庫亞巴，巴西职业足球运动员，现效力于日本職業足球联赛球会清水心跳队。